# Particule de reconnaissance du signal
La particule de reconnaissance du signal (PRS) (en anglais : Signal Recognition Particle  ou SRP) est un complexe de protéines et d'ARN. Elle sert à fixer des ribosomes sur le réticulum endoplasmique chez les eucaryotes ou sur la membrane plasmique chez les procaryotes, par reconnaissance d'un peptide signal spécifique. 

## Mode opératoire
SRP reconnait et se fixe sur la séquence peptidique signal hydrophobe. La fixation du SRP sur la séquence peptidique signal bloque la traduction sur le ribosome. SRP entre en contact avec le récepteur SRP (situé proche d'un translocateur inactif sur la membrane du réticulum endoplasmique granuleux) ce qui entraîne la libération du ribosome et la continuation de la traduction de l'ARNm. La chaîne polypeptidique ainsi formée se trouve dans le réticulum endoplasmique ou dans la membrane du réticulum.
Cette opération a pour but l'adressage de la protéine dans les organites, dans la membrane (du cytoplasme ou des organites) ou pour la sécrétion.
Rôle du complexe protéine-ARN du cytosol : particule de reconnaissance du signal ou SRP (signal reconing particule) → protéine soluble à destinée extracellulaire :
Reconnaissance de la séquence signal et fixation de la SRP sur la séquence signal (cq : la SRP associé au ribosome, arrête l’élongation de la chaîne polypeptidique et donc la traduction)
La SRP logée dans le site amino-acide du ribosome bloque l’élongation de la chaîne polypeptidique
Accrochage du complexe au RE via le récepteur de la SRP exposés à la surface cytosolique de la membrane du RE (permet l’accostage du ribosome au niveau de la membrane du RE → endroit où se trouve le translocon ou canal de translocation)
SRP hydrolyse GTP en GDP
Libération / recyclage / détachement de la SRP : reprise de la traduction (ouverture du translocon qui au départ est fermé) et injection de la chaîne polypeptidique (s’engage dans le translocon, s’injecte dans la lumière du RE)